# La Beguda Alta
Beguda Alta o La Beguda Alta, es una localidad del municipio de Masquefa, en la comarca de Noya, provincia de Barcelona, en Cataluña, España. Está en la carretera entre Masquefa y Martorell, y es servido por la estación de La Beguda en la línea de ferrocarril R6 de FGC entre Barcelona e Igualada.

## Toponimia
El nombre de la localidad proviene de cuando los rebaños trashumantes paraban en la zona para abrevarse. La segunda parte de alta, proviene del terreno en la que está situada la zona.

## Historia
Durante la guerra civil española, se instaló en el pueblo una colonia para niños y niñas víctimas de la guerra. La principal impulsora fue la francesa Renée Lamberet, maestra de historia y destacada militante anarquista, voluntaria a la Solidaridad Internacional Antifascista S.I.A.